# Fejervarya limnocharis
Espèce
Synonymes
- Rana limnocharis Gravenhorst, 1829
- Rana wasl Annandale, 1917

Statut de conservation UICN

 LC  : Préoccupation mineure
Fejervarya limnocharis est une espèce d'amphibiens de la famille des Dicroglossidae.

## Répartition
Cette espèce se rencontre en Indonésie, au Brunei, à Singapour, en Malaisie, en Thaïlande, en Birmanie, au Laos, au Cambodge et au Viêt Nam.

## Description

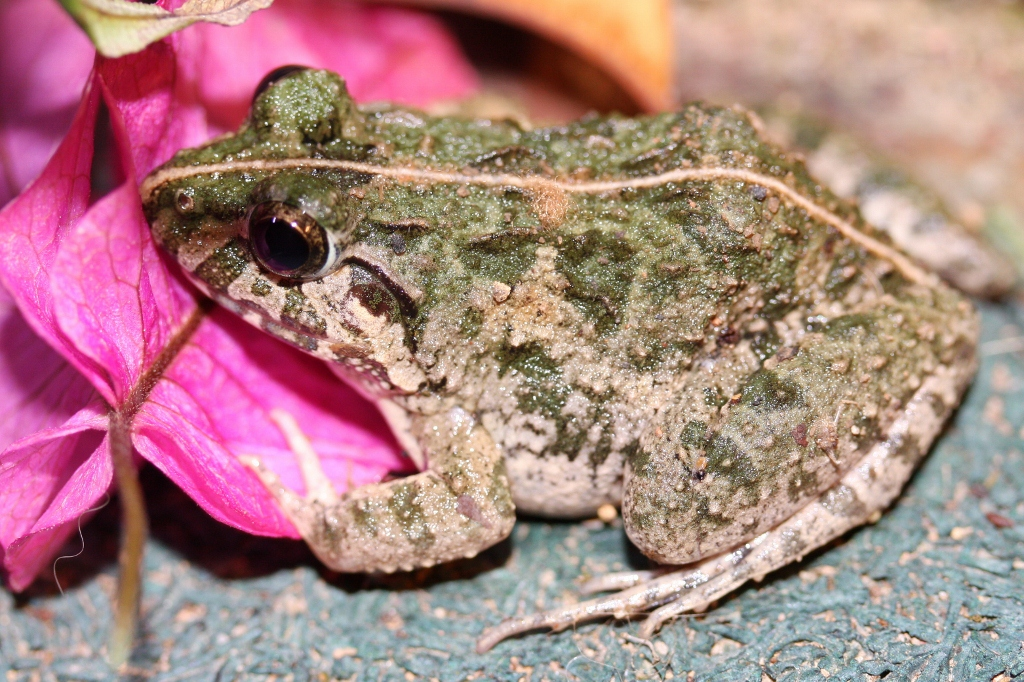
Fejervarya limnocharis

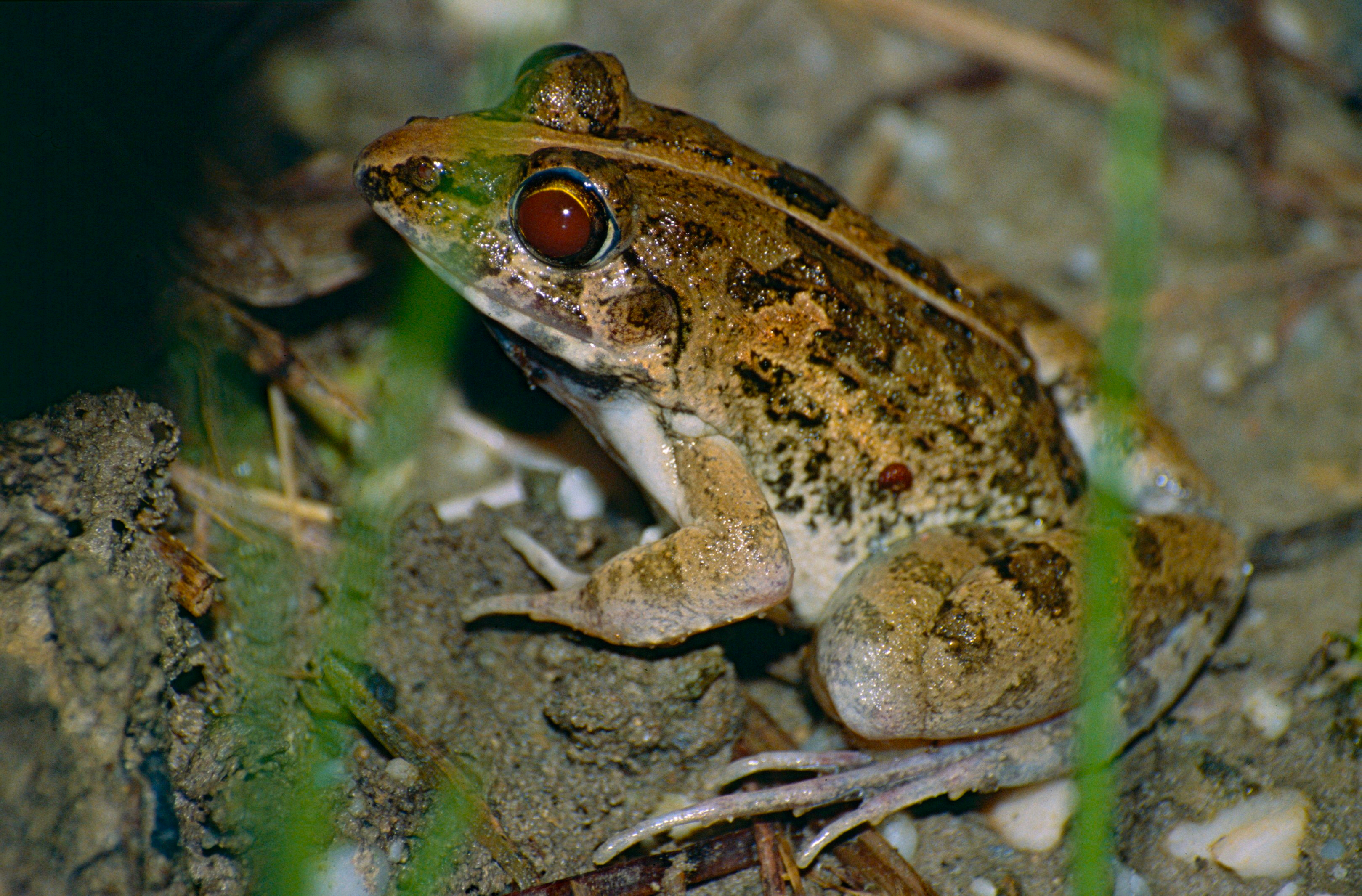
Fejervarya limnocharis
(Sabah, Malaisie)

Fejervarya limnocharis mesure de 39 à 43 mm. 

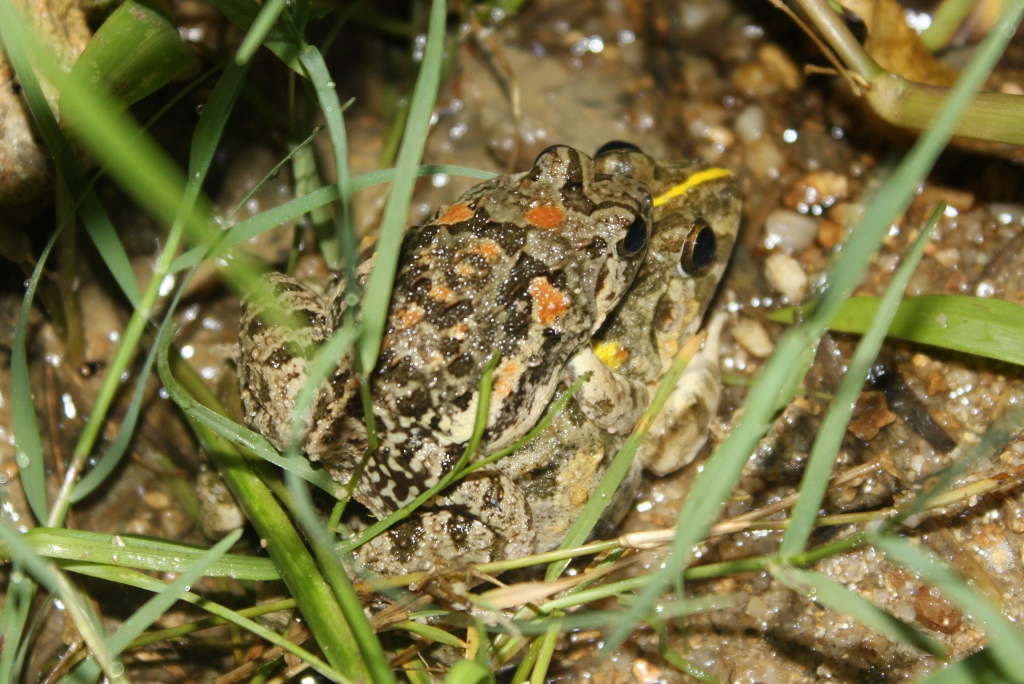
Couple de Fejervarya limnocharis

Son dos est brun-gris ou vert olive parfois tacheté de rouge carmin.  
Une tache sombre en forme de "V" est présente entre les yeux.  
Une bande latérale jaune est généralement présente. 
Son ventre est blanc et la gorge des mâles est tachetée de brun.

## Taxinomie
Des analyses moléculaires ont démontré que Fejervarya limnocharis tel que traditionnellement considérée formait un complexe d'espèces,.
Les  populations de Chine, de Taïwan et du Japon ont été identifiées comme Fejervarya kawamurai et Fejervarya multistriata. Celles des Philippines, du Bangladesh, d'Inde, du Népal, du Sri Lanka et du Pakistan ne peuvent être attribuées à une espèce particulière qu'après analyses.

## Publication originale
- Gravenhorst, 1829 : Deliciae Musei Zoologici Vratislaviensis (Reptilia Musei Zoologici Vratislaviensis. Recensita et Descripta). Fasciculus Primus, continens Chelonions et Batrachia: I-XIV. Leopold Voss, Leipzig (texte intégral).